# 接尾辞
接尾辞（せつびじ）、サフィックス（英: suffix）とは、接辞のうち、語基の後ろに付くもの。接尾語（せつびご）とも言うが、接尾辞は語ではない。対義語は接頭辞または接頭語。

## 日本語の接尾辞
日本語の接尾辞を、活用語尾・助詞・形態素・いわゆる終助詞などについて、いくつかの例を示す。

### 活用語尾
- 〜ない（動詞の語幹に接続して否定・打消の意味の形容詞を作る。「-na-」「-ana-」 とも表記される）
  - 見る ＋ 〜な → 見ない
  - 書く ＋ 〜な → 書かない

- 〜ぬ（動詞の語幹に接続して否定・打消の意味の連体形を作る。「-na-」「-ana-」 とも表記される）
  - 見る ＋ 〜ぬ → 見ぬ
  - 書く ＋ 〜ぬ → 書かぬ

用例：「見て見ぬふり」「撒かぬ種は生えぬ」
- 〜ず（動詞の語幹に接続して否定・打消の意味の「な」「に」に接続する形あるいは文を終止する形（形容動詞か？）[要校閲]を作る）
  - 見る ＋ 〜ず → 見ず
  - 書く ＋ 〜ず → 書かず

用例：「見ず知らず」「飲まず食わず」
- 〜ん（動詞の語幹に接続して否定・打消の意味を表す連体形を作る）
  - 見る ＋ 〜ん → 見ん
  - 書く ＋ 〜ん → 書ん

用例：「分からん奴」

### とりたて詞
- 〜は（名詞が話題の中心を示すわけではなく、それほど重要でないことを示す。弱いとりたて）
  - 私 ＋ 〜は　→ 私は

用例：「春は、あけぼの」
- 〜が（名詞が話題の中心を示すことを強調し、重要であることを示す。強いとりたて）
  - 私 ＋ 〜が　→ 私が

用例：「おれがおれが」

### 格助詞
- 〜まで

二種類の用法がある。
「五月七日の午後五時まで」と言った場合、「五月七日」は範囲ではあるが、午後五時からの一時間は含まれない。したがって、「五月七日までに入品」と言われた場合、「五月七日の午前零時まで」なのか、「五月八日の午前零時まで」なのかは曖昧である。
- 〜から

出発格の格助詞
- 〜より

出発格の格助詞。
- 〜へ

方向格、あるいは到達格の格助詞。

### 形態素
- 使役、可能、尊敬・受動
  - 書く ＋ 〜使役 → 書かせる
  - 書く ＋ 〜可能 → 書ける
  - 書く ＋ 〜尊敬・受動 → 書かれる

使役には「-ase-」「-as-」の二つがあり、「-as-」は丁寧語ではないとされるが、その後に可能や尊敬・受動の表現が続く場合は「-as-」が使われる。使役の「書かせる」は正で「書かす」は俗だが、使役+受動である場合は「書かせられる」は使用されることが少なく、「書かされる」が一般的である。
- 〜さ（形容詞の語幹に接続して名詞化する）
  - 明るい ＋ 〜さ → 明るさ
  - 深い ＋ 〜さ → 深さ
  - 痛い ＋ 〜さ → 痛さ

- 〜み（形容詞の語幹に接続して名詞化する）
  - 渋い ＋ 〜み → 渋み
  - 痛い ＋ 〜み → 痛み

「渋み」は「渋味」とも書く。「深み」「高み」などは別義なので、辞書的に網羅したほうが実際的である。
- 〜っぽい（名詞に接続して形容詞化する）
  - 女 ＋ 〜っぽい → 女っぽい
  - 安い ＋ 〜っぽい → 安っぽい

- 〜さん
  - 鈴木 ＋ 〜さん → 鈴木さん
  - 佐藤 ＋ 〜さん → 佐藤さん

「お医者さん」「お相撲さん」「お巡りさん」「お魚屋さん」などの例がある。
- 〜がる（形容詞の語幹に接続して表出を意味する動詞を作る）
  - 嬉しい ＋ 〜がる → 嬉しがる
  - 欲しい ＋ 〜がる → 欲しがる

あくまで表出の意である。「生意気な後輩を体育倉庫裏で可愛がってやった」では、発話者は後輩を「可愛い」とは思ってはいない。
- 〜的
  - 圧倒 ＋ 〜的 → 圧倒的
  - 刺激 ＋ 〜的 → 刺激的

「な」に接続するのが一般的だが、「の」に接続する例もある。
- 〜性
  - 揮発 ＋ 〜性 → 揮発性
  - 耐熱 ＋ 〜性 → 耐熱性

- 〜状

- 〜力
  - 読解 ＋ 〜力 → 読解力

1998年の赤瀬川原平著「老人力」のヒット以降、「○○力」の造語が多く見られる。
- 〜系
  - 草食 ＋ 〜系 → 草食系

草食系男子という言葉が流行したのは2008年から2009年にかけて。対義語として肉食系女性をクーガー女あるいはピューマ女と呼ぶ。

## 英語の接尾辞
英語の接尾辞をいくつか挙げる。
- 抽象名詞を作る。 -ation、-ance、-ism、-logy、-ship、-ment、-meter、-ness、-onym、-tomy など。
- -er、-ist など：行為者を表す名詞を作る。
- -ee：被行為者を表す名詞を作る。
- 形容詞を作る。-ful （～でいっぱい）、-able、-ible （～できる）など。
- -ly： 形容詞に付くと副詞を、名詞に付くと形容詞を作る。
- -fy、-ify： 動詞を作る。

上記の、派生に用いられる接尾辞が派生接尾辞と呼ばれるのに対し、動詞の時制や態を変化させる -ed、-en、-ing は屈折接尾辞と呼ばれ、活用語尾を構成する。

## コンピュータ
コンピュータ関連の分野では、文字列やデータ列の末尾に付加され、何らかの意味を表す要素を指す。
コンピュータプログラミングでは、ソースコード上の識別子の命名において、特定の接尾辞を使う命名規則を採用しているライブラリやフレームワークもある。例えば.NETのタスク非同期プログラミングでは、C#のasync修飾子を伴う非同期メソッドは、名前にAsync接尾辞を付ける慣習となっている。

### リテラル
プログラミング言語などでは、ソースコード上のリテラルに対して、末尾に特定の文字や記号を付加することで、データ型などを指定する仕組みが用意されていることがある。
例えばC言語やC++では、100という表記は符号付き汎整数型intのリテラルを表すが、int型リテラルの範囲はINT_MINからINT_MAXに制限される。このリテラルに接尾辞を付けることによって、以下のように型が変化する。接尾辞の大文字・小文字は区別されない。
- 100Lという表記は符号付き長整数型longのリテラルを表す。リテラルの範囲はLONG_MINからLONG_MAXに制限される。
- 100Uという表記は符号無し汎整数型unsigned intのリテラルを表す。リテラルの範囲は0UからUINT_MAXに制限される。
- 100ULという表記は符号無し長整数型unsigned longのリテラルを表す。リテラルの範囲は0ULからULONG_MAXに制限される。
- 100.0という表記は倍精度浮動小数点数型doubleのリテラルを表す。
- 100.0fという表記は単精度浮動小数点数型floatのリテラルを表す。

このようなリテラルは、変数の初期化時の右辺値といった任意の式の中で使用されるが、型によって表現可能な範囲や精度が異なるため、使い分けが必要となる。また、型推論によって右辺値から変数や定数の型を決定させる際には、型キャストもしくは接尾辞によってリテラルの型を明示する必要がある。C/C++のように、異なる型のリテラルや変数が式の中に混在する場合の暗黙変換を許可するような緩い言語も多いが、F#のように、型に応じてリテラルの接尾辞が細かく用意されており、暗黙変換を許可しない厳密な言語もある。

### 英語
『英語の「語脳」をつくる接頭辞と接尾辞の完全ガイド』 酒井玲子、国際語学社、2009年、ISBN 9784877314620